# Mont-Saint-Remy
Mont-Saint-Remy ist eine französische Gemeinde mit 53 Einwohnern (Stand 1. Januar 2022) im Département Ardennes in der Region Grand Est im Kanton Attigny.

## Geographie
Die Départementsstraßen 925 und 23 kreuzen sich im Ort.

## Geschichte
Während des Ersten Weltkriegs war der Ort von deutschen Truppen besetzt und Stützpunkt für Nachschub und Lazarett. Im April 1917 wurde ein deutscher Soldatenfriedhof angelegt, der auch heute noch erhalten ist. Auf ihm wurden mehr als 200 Soldaten bestattet. Von französischen Behörden wurden später weitere Soldaten hierher umgebettet, so dass heute 2975 Tote hier bestattet sind. Auch der deutsche Maler Benno Berneis (1883–1916) ist hier beigesetzt.

### Bevölkerungsentwicklung
| Jahr                       | 1962 | 1968 | 1975 | 1982 | 1990 | 1999 | 2006 | 2016 |
| Einwohner                  | 59   | 62   | 69   | 62   | 45   | 37   | 50   | 55   |
| Quellen: Cassini und INSEE |      |      |      |      |      |      |      |      |